# Learjet 60
Bombardier Learjet 60 – odrzutowy samolot dyspozycyjny produkowany przez firmę Learjet.

## Historia
Samolot powstał jako rozwinięcie wcześniejszego modelu Learjet 55. W porównaniu do poprzednika wydłużono długość kadłuba, zamontowano mocniejsze silniki oraz poprawiono komfort podróży poprzez zwiększenie wysokości kabiny pasażerskiej. Kabina w Learjet 60 jest najwyższa w całej rodzinie Learjet i ma 174 cm.
Prototyp został oblatany 15 czerwca 1992 r. W 2006 r. w USA do użycia weszła wersja długodystansowa Learjet 60XR, rok później została dopuszczona na rynek europejski. Samolot ma maksymalny zasięg 4600 km, prędkość przelotową 846 km/h oraz zabiera do 10 pasażerów. Produkcję samolotu zakończono w 2012 r.
Samolot jest eksploatowany w Argentynie, Malezji, Stanach Zjednoczonych, korzysta z niego meksykańska marynarka wojenna i kolumbijskie siły powietrzne.